# Diocèse de Bismarck

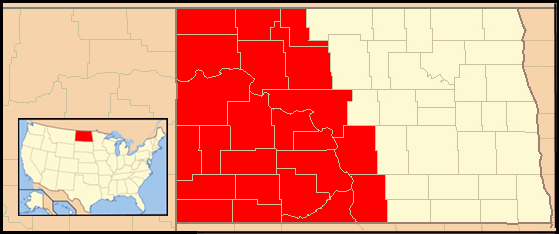
Localisation.

Le diocèse de Bismarck (Dioecesis Bismarckiensis) est un siège de l'Église catholique aux États-Unis, suffragant de l'archidiocèse de Saint-Paul et Minneapolis. En 2018, il comptait 60.342 baptisés pour 337.606 habitants. Il est tenu par David Kagan (en).

## Territoire
Le diocèse comprend vingt-trois comtés de la partie occidentale du Dakota du Nord : Adams, Billings, Bowman, Burke, Burleigh, Divide, Dunn, Emmons, Golden Valley, Grant, Hettinger, McKenzie, McLean, Mercer, Morton, Mountrail, Oliver, Renville, Sioux, Slope, Stark, Ward et Williams.
Le siège épiscopal est à Bismarck, où se trouve la cathédrale du Saint-Esprit (Cathedral of the Holy Spirit).
Le territoire s'étend sur 88.754 km² et est subdivisé en 97 paroisses.

## Histoire
Le diocèse est érigé par saint Pie X le 31 décembre 1909, recevant son territoire du diocèse de Fargo. Vincent Wehrle O.S.B., premier évêque du diocèse, marque son histoire pendant trente ans.

## Statistiques
- En 1950, le diocèse comptait 50.321 baptisés pour 233.062 habitants (21,6%), 163 prêtres (81 diocésains et 82 réguliers), 56 religieux et 213 religieuses dans 144 paroisses
- En 1966, le diocèse comptait 75.838 baptisés pour 245.698 habitants (30,9%), 166 prêtres (102 diocésains et 64 réguliers), 77 religieux et 290 religieuses dans 132 paroisses
- En 1976, le diocèse comptait 73.744 baptisés pour 244.777 habitants (30,1%), 129 prêtres (79 diocésains et 50 réguliers), 81 religieux et 346 religieuses dans 77 paroisses
- En 1990, le diocèse comptait 71.328 baptisés pour 273.278 habitants (26,1%), 118 prêtres (78 diocésains et 40 réguliers), 40 diacres permanents, 64 religieux et 203 religieuses dans 69 paroisses
- En 2000, le diocèse comptait 67.559 baptisés pour 253.552 habitants (26,6%), 95 prêtres (66 diocésains et 29 réguliers), 59 diacres permanents, 50 religieux et 149 religieuses dans 100 paroisses
- En 2006, le diocèse comptait 62.898 baptisés pour 261.000 habitants (24,1%), 97 prêtres (70 diocésains et 27 réguliers), 72 diacres permanents, 50 religieux et 122 religieuses dans 62 paroisses
- En 2015, le diocèse comptait 59.130 baptisés pour 315.292 habitants (18,8%), 92 prêtres (69 diocésains et 23 réguliers), 81 diacres permanents, 41 religieux et 86 religieuses dans 98 paroisses
- En 2018, le diocèse comptait 60.342 baptisés pour 337.606 habitants (17,9%), 83 prêtres (64 diocésains et 19 réguliers), 78 diacres permanents, 38 religieux et 75 religieuses dans 97 paroisses[2].

## Communautés religieuses
- Abbaye de l'Assomption de Richardton (bénédictine)

### Articles liés
- Liste des juridictions catholiques aux États-Unis
- Église catholique aux États-Unis